# Киурувеси
Ки́урувеси (фин. Kiuruvesi) — город в провинции Северное Саво в Финляндии.
Численность населения составляет 9 168 человек (2010). Город занимает площадь 1 422,91 км² из которых водная поверхность составляет 94,79 км². Плотность населения — 6,90 чел/км².